# Jablonkay Mária
Jablonkay Mária (Kaposvár, 1943. július 13. – 2019. július 13.) magyar színésznő, a Kecskeméti Katona József Nemzeti Színház örökös tagja.

## Életpályája
1961-1963 között a Pécsi Nemzeti Színház, 1963-1966 között a békéscsabai Jókai Színház, 1966-1967 között az Állami Déryné Színház, 1967-1968 között a Miskolci Nemzeti Színház, 1968-1970 között a Szegedi Nemzeti Színház tagja volt. 1970-től a kecskeméti Katona József Színház színésznője volt. 2019-ben hosszú betegség után hunyt el.

## Fontosabb színházi szerepei
- Szirmai Albert – Bakonyi Károly – Gábor Andor: Mágnás Miska (Szereplő) – 2016/2017
- Kocsis L. Mihály – Cseke Péter: Újvilág passió (Angyalok kara) – 2015/2016
- Tirso De Molina: Hol szoknya, hol nadrág (Lucrecia) – 2014/2015
- Réczei Tamás: Színházi vándorok (Szemes Etelka, őr) – 2014/2015
- Arisztophanész: Lüszisztraté (Elnök mamája) – 2013/2014
- Réczei Tamás: Szabadság kórus (Kornélia nővér) – 2013/2014
- Réczei Tamás – Déry Tibor: Szerelem (Mária) – 2013/2014
- Réczei Tamás: Vasárnapi gyerekek (Szereplő) – 2012/2013
- Németh Virág: Mátyásmese, avagy hogyan került álruha a királyra? (Szereplő) – 2012/2013
- Kocsis L. Mihály – Cseke Péter: Újvilág passió (Angyalok kara) – 2012/2013
- Heinrich Von Kleist: Az eltört korsó (Gréta, cseléd Ádám bírónál) – 2011/2012
- Thomas Middleton – William Rowley: Átváltozások (Szereplő) – 2011/2012
- Füst Milán: Boldogtalanok (Öreg Parasztasszony) – 2011/2012
- Vajda Katalin: Anconai szerelmesek (Agnese, panziótulajdonos ) – 2010/2011
- Ganxsta Zolee – Pierrot – Darvasi László: Popeye (Kéttonna Manyika) – 2010/2011
- Michael Cooney: Nem ér a nevem (Miss. Cowper) – 2009/2010
- Anton Pavlovics Csehov: Három nővér (Anfissza, öreg dajka) – 2009/2010
- Márai Sándor: Eszter hagyatéka (Nunu, családi rokon) – 2008/2009
- Osvaldo Golijov – Barta Dóra: Garcia Lorca háza (Anya; Nagynéni; Öregasszony) – 2008/2009
- Euripidész: Alkésztisz (Pheraibeliek) – 2007/2008
- James Rado – Gerome Ragni – Mcdermot: Hair (Berger mama) – 2007/2008
- Jaroslav Hašek: Švejk, a derék – (Munkatárs) – 2006/2007
- Bereményi Géza – Horváth Károly: Laura (Képviselő; Utas; Hajléktalan; Presszóvendég) – 2006/2007
- Roland Schimmelpfennig: Berlin, Greifswalder Strasse (Dr. Birgit Schade (Csoportkép), a nő kutya nélkül) – 2005/2006
- Anton Pavlovics Csehov: A manó (Marija Vasziljevna, az anyósa) – 2005/2006
- Friedrich Schiller: Don Carlos (Fuentes hercegnő) – 2005/2006
- Hervé: Nebántsvirág (Sophia, kapusnővér) – 2005/2006
- Witold Gombrowicz: Yvonne, burgundi hercegnő (I. nagynéni) – 2004/2005
- Julius Brammer – Kálmán Imre – Alfred Grünwald: A cirkuszhercegnő (Anyuka) – 2004/2005
- Kiss Csaba: A dög (Öreganya, Lilike nagyanyja, 70-80) – 2003/2004
- Molière: Dandin György (Madame De Sotenville, a felesége, Angélique anyja) – 2003/2004
- Karinthy Frigyes: Játsszunk Micimackót (Kanga ) – 2003/2004
- Ennio Morricone: Előre hát, fiúk! (A déli nép leánya) – 2002/2003
- Mihail Bulgakov: Álszentek összeesküvése (Renée, Molière öreg dajkája) – 2002/2003
- Eisemann Mihály – Somogyi Gyula – Zágon István: Fekete Péter (Ságiné) – 2002/2003
- Jevgenyij Svarc: A király meztelen (Főudvarhölgy) – 2001/2002
- Szirmai Albert – Bakonyi Károly – Gábor Andor: Mágnás Miska (Stefánia grófnő, Rolla anyja) – 2001/2002
- A Magyar Líra Fesztiválja (Szereplő) – 1980/1981
- Hubay Miklós: Túsz-szedők (III. polgárnő) – 1980/1981
- Victor Hugo: Hernani (Egy hölgy) – 1963/1964

## Díjai és kitüntetései
- A kecskeméti Katona József Színház örökös tagja[6]
- Magyar Arany Érdemkereszt (2018)[7]